# Екатеринбургский цирк
Екатеринбу́ргский госуда́рственный цирк и́мени В. И. Фила́това — российский стационарный цирк города Екатеринбурга, филиал Федерального казённого предприятия (ФКП) «Российская государственная цирковая компания» (Росгосцирк).
Здание цирка расположено в центре города Екатеринбурга, на западном берегу реки Исети, в Ленинском районе города.
С 23 января 2023 года закрыт на двухлетнюю реконструкцию.

## История
Первый стационарный цирк Екатеринбурга открылся 20 ноября 1883 года на Дровяной площади. Здание цирка строил приехавший с семьёй в Россию мастер циркового искусства Максимилиано Труцци. Цирк представлял собой небольшое деревянное строение, с коническими натяжными куполами, которое могло вместить до 900 зрителей. Строители предусмотрели внутри систему отопления, поэтому представления давались даже морозной зимой. Семья Труцци располагала большой программой: наездничество во всех видах, икарийские игры, пантомима. В цирке проходили не только обычные представления, но ставились и драматические спектакли.
Труцци проработали два сезона в Екатеринбурге, после чего продали здание господину Боровскому, который перестроил его и заново открыл 29 апреля 1896 года.
В конце 1909 года, неподалёку от места, где находился цирк Боровского, состоялось открытие «Большого сибирского цирка» антрепренёра Стрепетова. Новое здание было тёплым и кроме круглого манежа имело сценическую часть. Здесь давали не только цирковые представления, но также выступали артисты эстрады, оперетты, показывали первые сеансы кино. В начале 1912 года цирк Стрепетова сгорел.
Одновременно с цирком Стрепетова цирковые представления в городе осуществлялись с 1900 года в здании Народного дома (после 1917 года — Пролетарский театр) — на площади в районе пересечения проспекта Ленина и улицы Московской.
Долгое время в городе не было постоянного места для размещения цирка. В июле 1930 года было завершено строительство Свердловского летнего цирка на Хлебной площади (ныне — территория Екатеринбургского дендропарка на улице 8 Марта), рассчитанного на 2,5 тысячи мест.
В 1931 году свой собственный цирк появился в соцгороде Уралмаш, которым руководил Кристап Вейланд-Шульц. Он находился в квартале улиц Сталина (ныне Орджоникидзе) — Калинина — Индустрии. Главный фасад выходил на Сталина. Помимо цирковых шоу здесь проводились публичные выступления и заседания руководства УЗТМ. Цирк Уралмаша просуществовал до 1936 года, а здание цирка снесли в 1937—1938 годах.
Постоянное здание Свердловского государственного цирка было построено в 1933 году на углу улиц Куйбышева и Розы Люксембург (официальный адрес цирка — улица Куйбышева, 42а). Здание цирка было деревянным (конструктор — К. Безухов) и имело парадный пристрой со стороны улицы Куйбышева, через который и осуществлялся вход. Здание цирка на Куйбышева с основным и репетиционным манежами было рассчитано на 2560 мест, приспособлено для сложнейших постановок и обладало отличной акустикой, но работало только в летний сезон. В 1943—1944 гг. проведена реконструкция здания цирка, позволившая проводить представления и в зимний период
К началу 1970-х годов здание цирка было сильно изношенным. С 1972 года часть цирковых представлений проводились в новом Дворце спорта профсоюзов на улице Большакова. В 1974 году здание цирка на Куйбышева было закрыто, а в 1976 году — погибло при пожаре.
Современное здание цирка было построено в городе Свердловске на правом берегу реки Исети, на пересечении улиц 8 Марта и Куйбышева, при активном участии директора старого цирка Н. И. Слаутина и первого директора нового цирка Ф. Ф. Лейцингера. Строительство велось с 1974 по 1979 год. Феликс Феликсович, имея опыт цирковой специфики, полученный в Нижнетагильском государственном цирке, внёс более ста шестидесяти замечаний, которые были учтены при строительстве. По своей конструкции здание считается одним из лучших в Европе и приспособлено для сложнейших постановок (архитекторы — Ю. Л. Шварцбрейм, М. Ф. Коробова; конструкторы — Е. П. Песков, Р. М. Иванова; инженер — Никитин). Отличительной особенностью Екатеринбургского цирка является его купол — решётчатое ажурное сооружение, состоящее из полуарок. Высота внешнего несущего купола — 50 метров, который через систему металлических тяг держит внутренний — рабочий купол (высота — 26 метров). Высота и форма купола придаёт цирку хорошие акустические свойства. Интерьер цирка отделан уральским камнем.
Открытие нового здания цирка состоялось 1 февраля 1980 года.
Цирк рассчитан на 2558 мест, в нём — два манежа (основной и репетиционный).
Цирк носит имя народного артиста СССР, дрессировщика Валентина Ивановича Филатова.
С 1996 года в цирке ежегодно проводятся региональные, всероссийские и международные фестивали циркового искусства.
В 2012 году Екатеринбургский государственный цирк имени В. И. Филатова стал лауреатом российской премии в области циркового искусства «Шаривари», учреждённой «Росгосцирком» и Министерством культуры России, в номинации «Лучший цирк года».
В 2018 году в здании был сделан косметический ремонт, фасад обшили сайдингом. С конца января 2023 года цирк закрыт на масштабную двухлетнюю реконструкцию, стоимость которой оценивается в 2,2—2,6 миллиарда рублей.

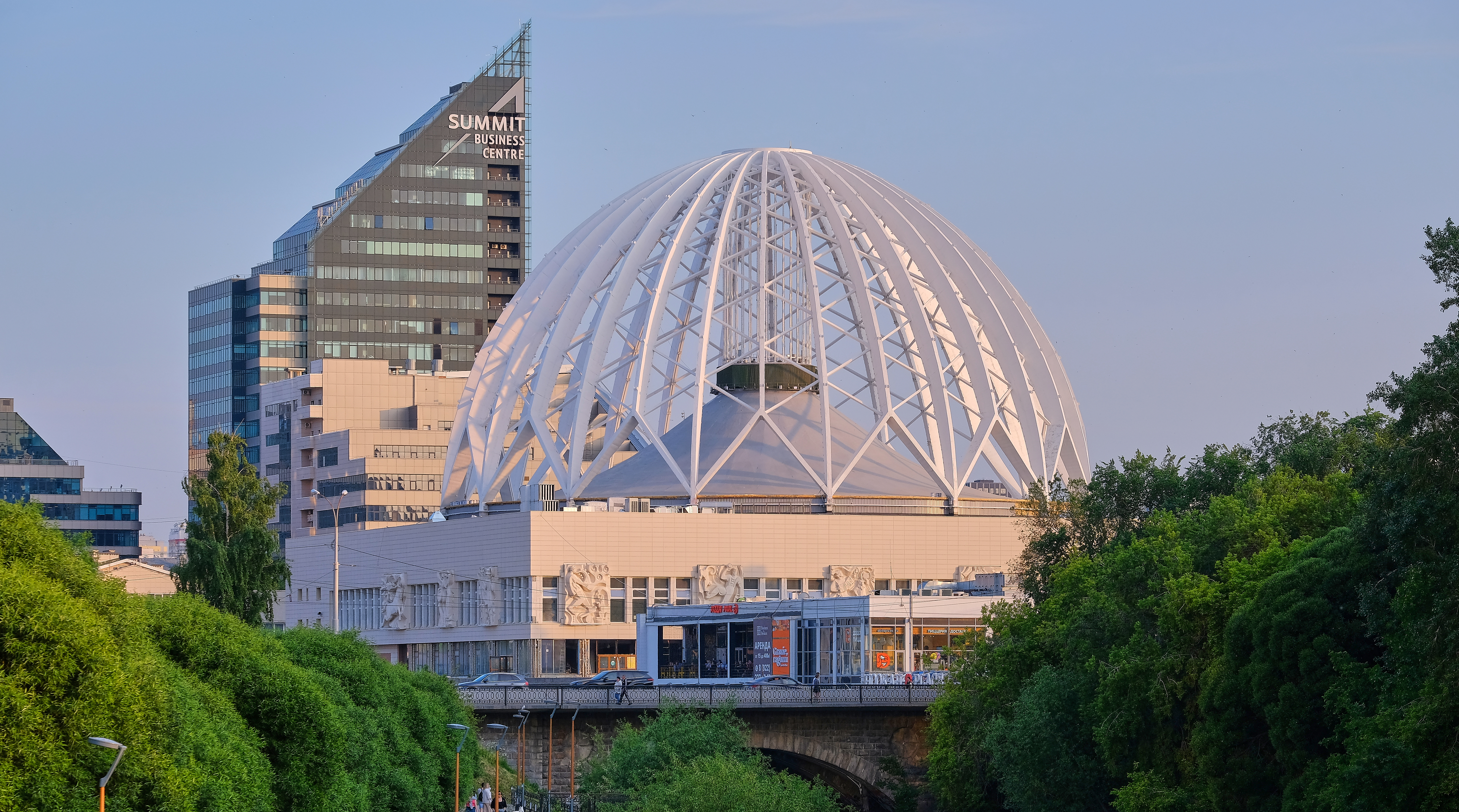
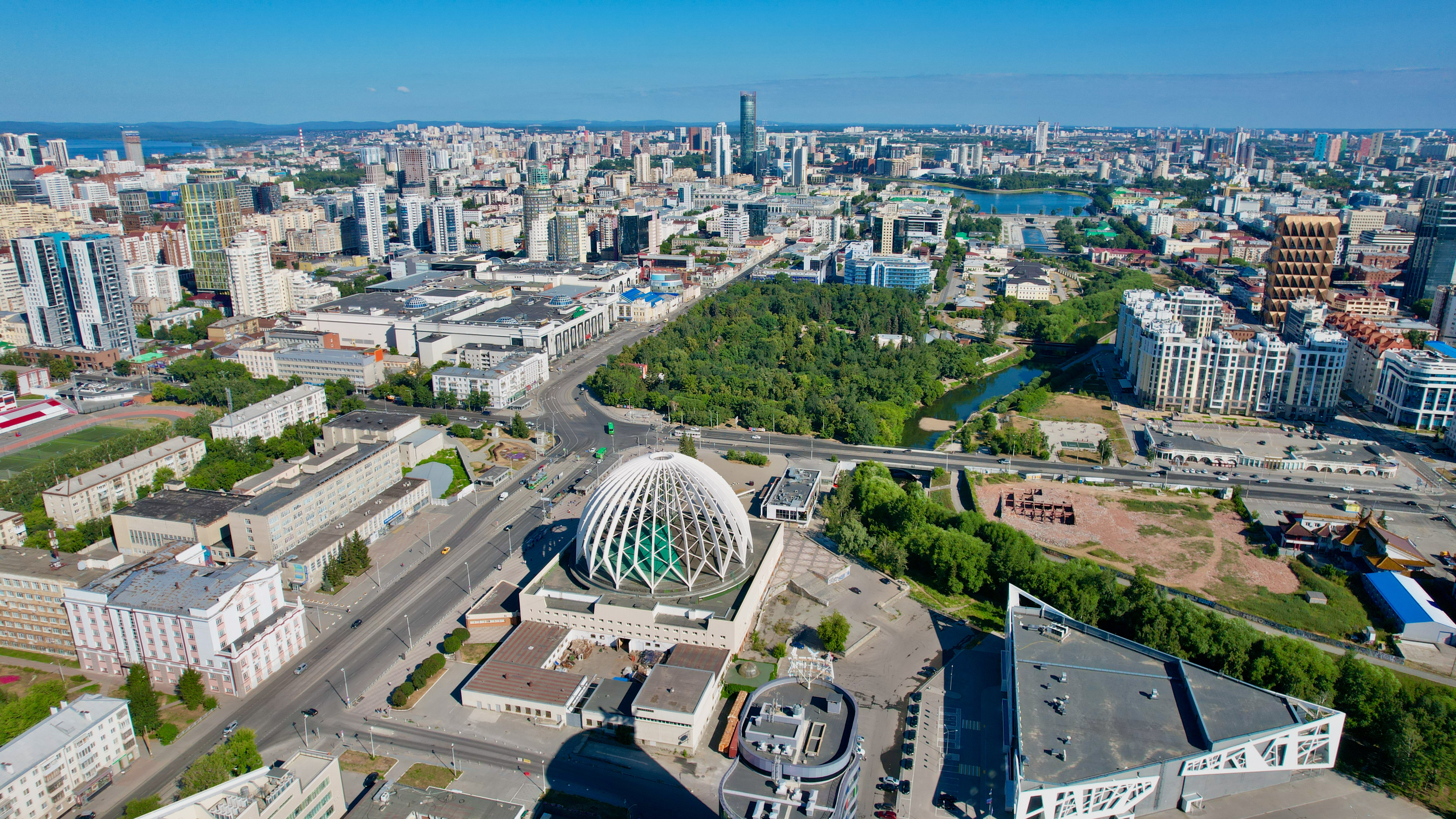
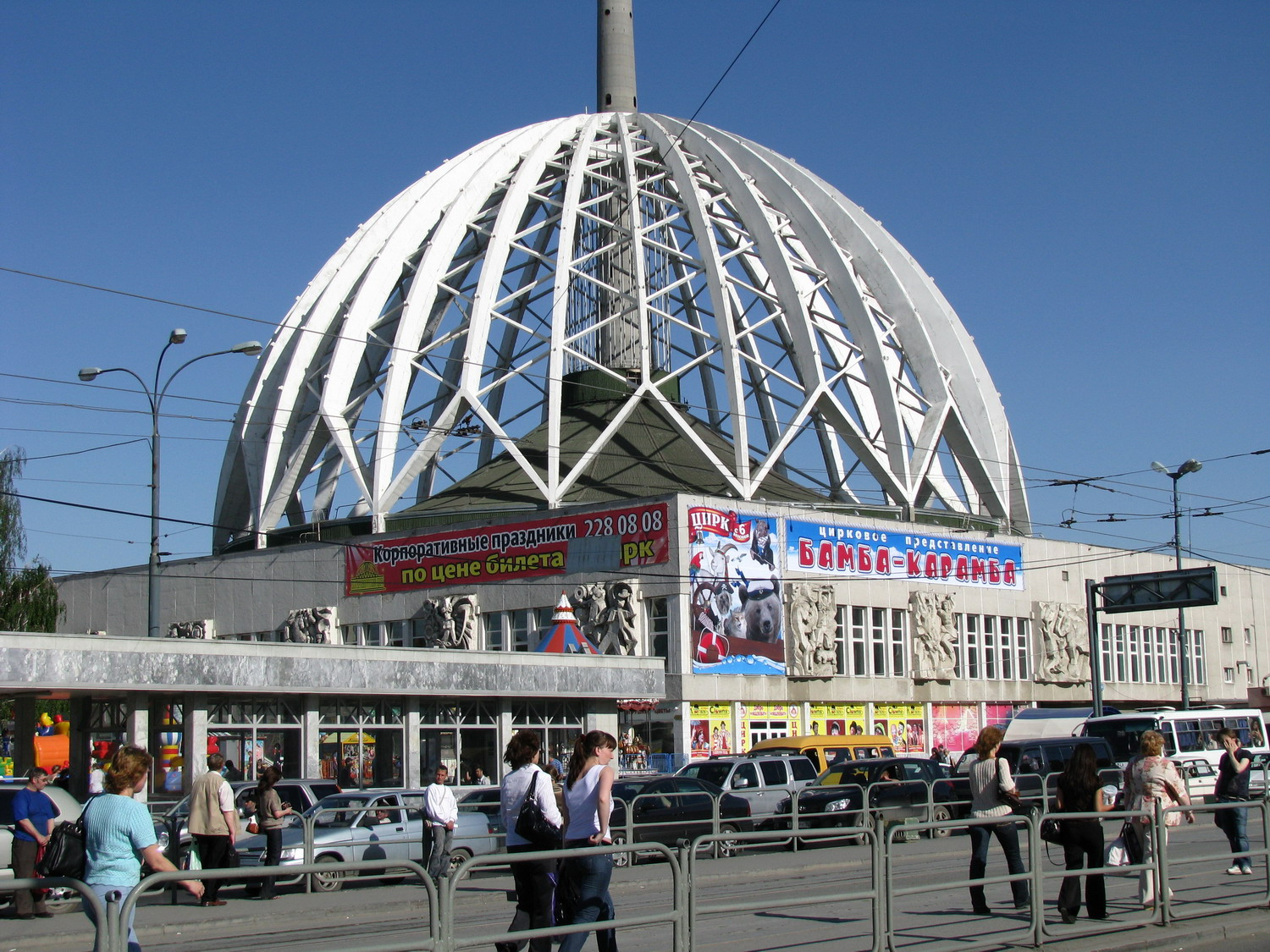
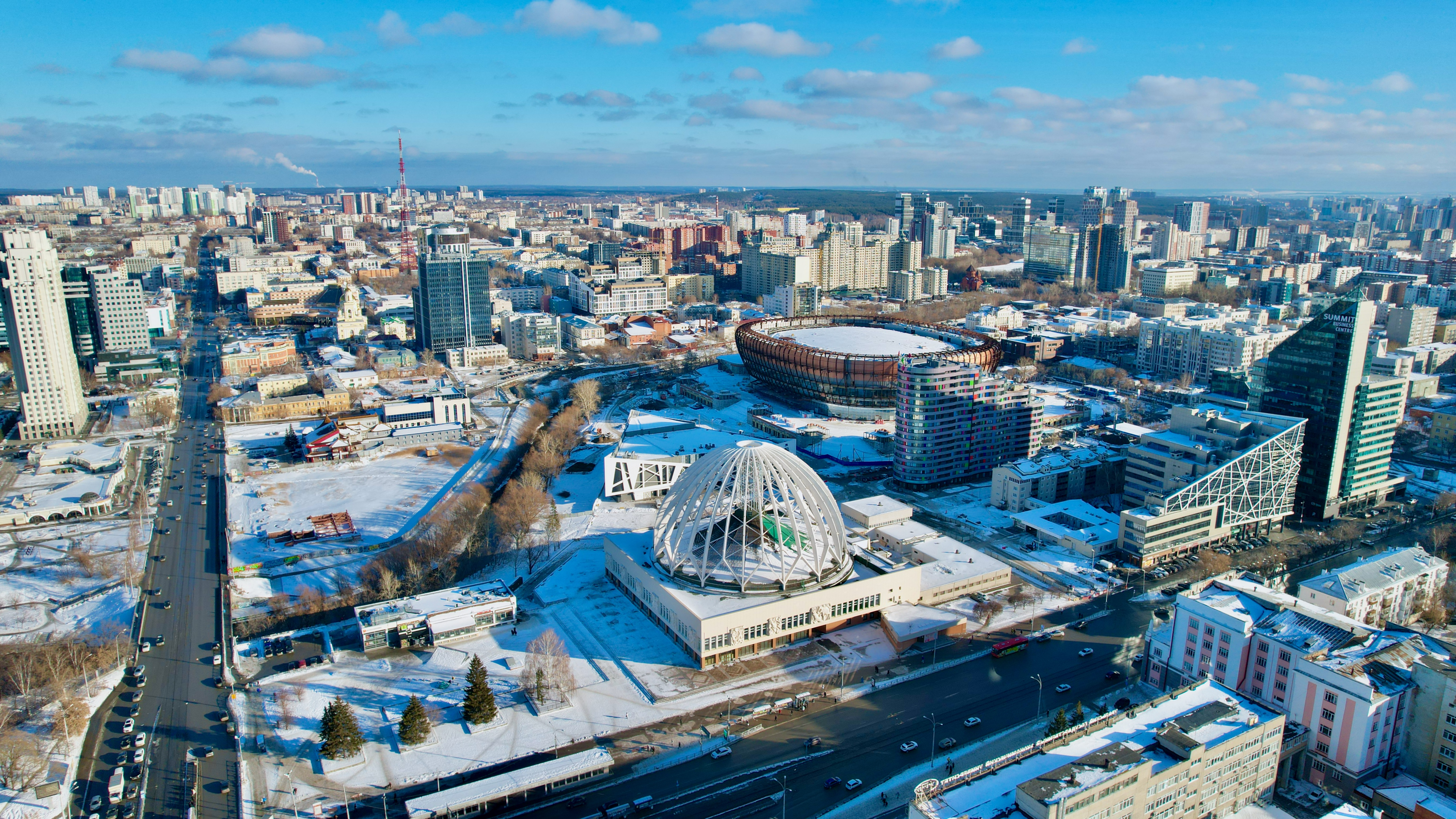
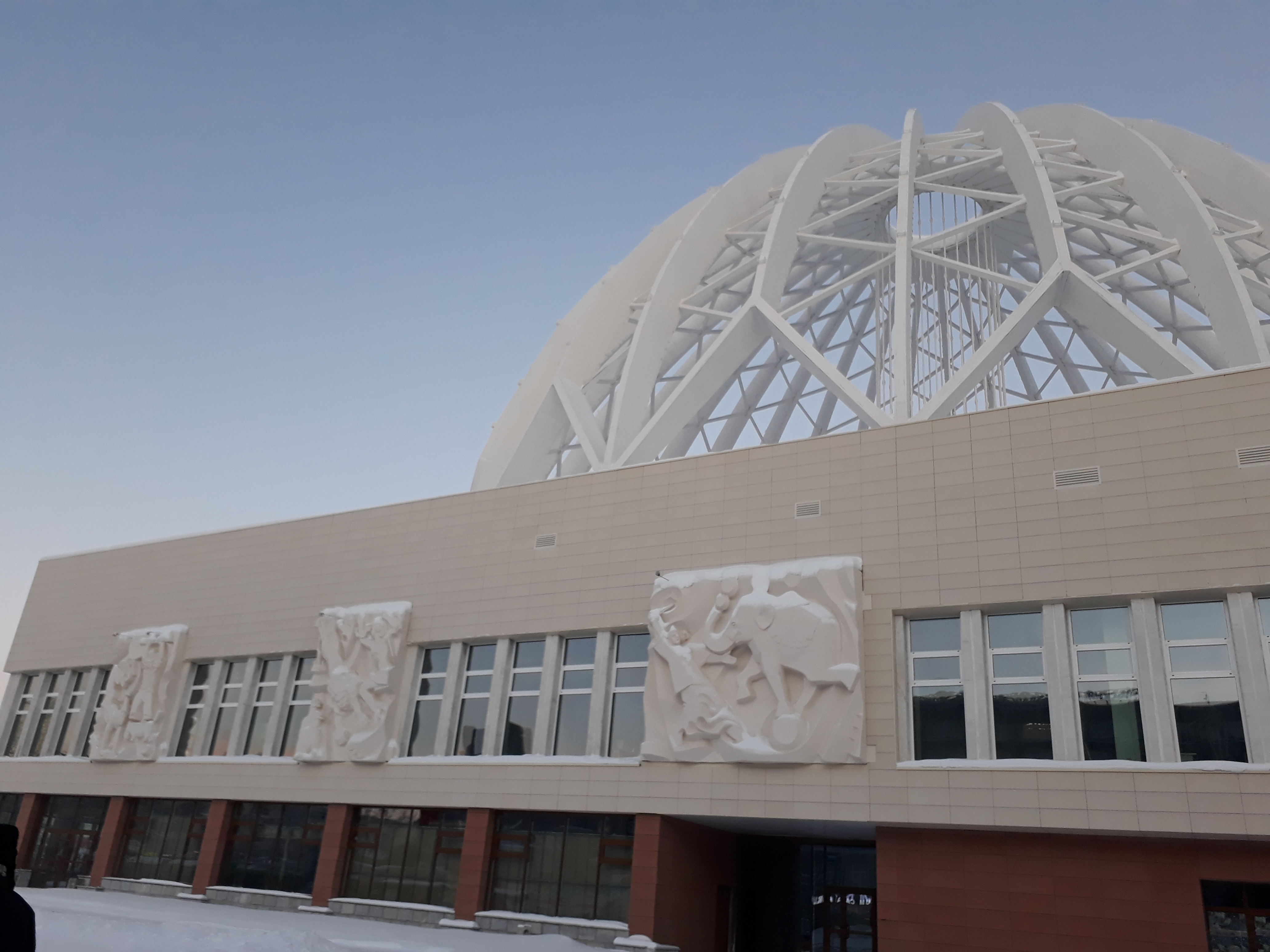
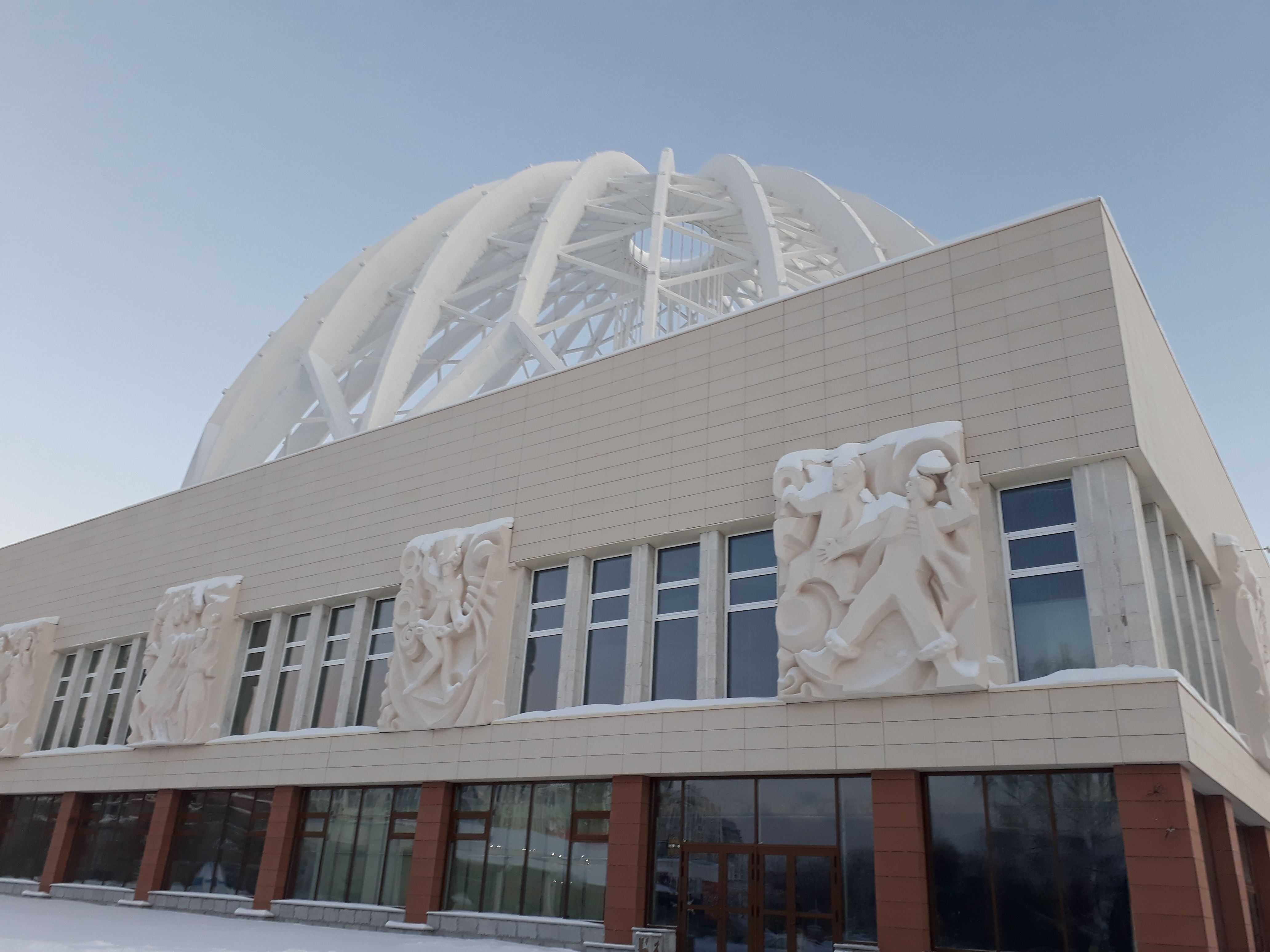
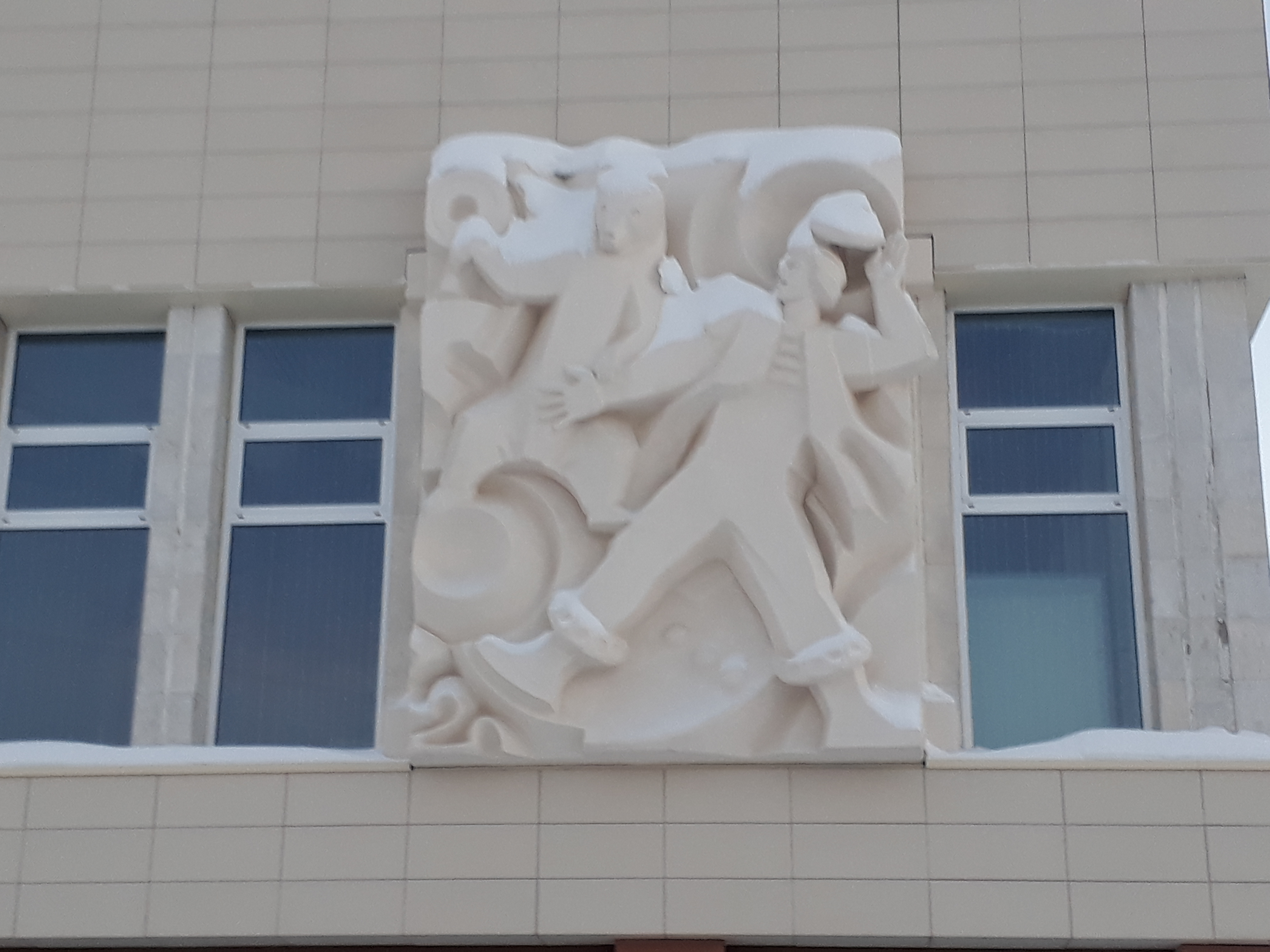

## Директора и руководители цирка
В разное время Екатеринбургский государственный цирк возглавляли:
- 1930 — Роман Сергеевич Гамсахурдия[9][18]
- А. Барский[19]
- 1930—1940? — Давид Осипович Млинарис[20]
- 1941—1945? — Николай Иванович Слаутин
- 1945—1947 — Александр Павлович Ведешкин
- 1947—1977 — Николай Иванович Слаутин
- 1978—1981 — Феликс Феликсович Лейцингер
- 1981—1983 — Б. А. Николаев
- 1983—1993 — Евгений Владимирович Живов
- 01.1994 — 10.2018 — Анатолий Павлович Марчевский, народный артист РСФСР[21]
- 10.2018 — 08.2019 — Александр Александрович Авраменко[22]
- 12.08.2019—13.03.2024 — Тамара Сергеевна Бортникова[23]
- 13.03.2024—н.в. Рихард Чеславович Илгач[1].